# Chữ tượng hình trực thăng

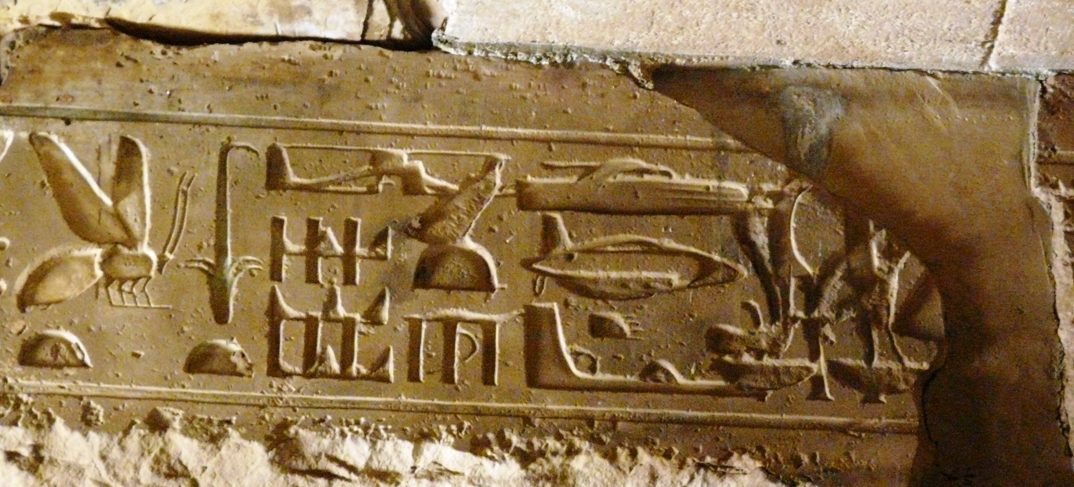
Chữ tượng hình trong Đền thờ Seti I.

Chữ tượng hình trực thăng đề cập đến một chữ tượng hình Ai Cập chạm khắc từ Đền thờ Seti I tại Abydos.
Hình ảnh "trực thăng" là kết quả của việc đá khắc được sử dụng lại theo thời gian. Bản khắc ban đầu được thực hiện dưới thời Seti I và dịch thành "Người đánh đuổi chín [kẻ thù của Ai Cập]". Bản khắc này về sau được lấp đầy bằng thạch cao và được chạm khắc lại dưới thời Ramesses II với tiêu đề "Người bảo vệ Ai Cập và lật đổ ngoại bang". Theo thời gian, thạch cao đã bị xói mòn, khiến cả hai dòng chữ có thể nhìn thấy một phần và tạo ra hiệu ứng giống như bản viết trên da cừu nạo chữ tượng hình đang đè lên nhau.
Theo những nhóm nhà du hành vũ trụ cổ chữ tượng hình này còn được hiểu là một hiện vật không phù hợp đang mô tả một chiếc trực thăng cũng như các ví dụ khác về công nghệ hiện đại. Luận điểm này bị bác bỏ bởi các nhà Ai Cập học, những người nhấn mạnh pareidolia này một phần dựa trên những hình ảnh được chỉnh sửa phân tán rộng rãi đã loại bỏ các chi tiết chính từ các bản khắc thực tế.